# Christianshavns Vold
Christianshavns Vold udgjorde i sin tid en del af Københavns volde. Voldanlægget, der ligger i en halvcirkel udenom Christianshavn og Holmen, skulle beskytte København mod eventuelle angreb fra Amager. Voldanlægget består af en jordvold med tolv bastioner og en voldgrav foran, Stadsgraven, der nu udgør en bred kanal, der adskiller Christianshavn fra Amager. På den anden side af Stadgraven var der et lavere system af udenværker kaldet Christianshavns Enveloppe, hvoraf kun den nordlige halvdel stadig eksisterer. Christianshavns Vold og Kastellet på den anden side af Inderhavnen er den eneste intakte del af den gamle befæstning.
I dag er Christianshavns Vold et vigtigt grønt område for Christianshavns indbyggere. Den sydlige halvdel af volden er offentlig park, mens den nordlige del er en del af Fristaden Christiania, et selvetableret og delvist uafhængigt samfund, der har eksisteret siden begyndelsen af 1970'erne. Dele af Christiania ligger på den anden side af Stadsgraven og er forbundet med gangbroen Dyssebroen.

## Historie
I begyndelsen af 1600-tallet etablerede kong Christian 4. Christianshavn som en befæstet handelsby i et lavvandet marskområde nord for Amager som en del af sine bestræbelser på at modernisere og udvide København og dets befæstning. Christianshavn blev anlagt med lave jordvolde ud mod Amager. Voldanlægget bestod af fire og en halv bastion samt byporten Amagerport som al trafik til og fra Amager måtte passere.
I 1670'erne blev Vestervold forlænget ud til havnen og Christianshavns Vold omlagt og forlænget, så den kom til at passe med Vestervold. Kun de to nordligste bastioner, nuv. Løvens Bastion og Elefantens Bastion, forblev på deres oprindelige plads. Den nye Christianshavns Vold havde fem meget store bastioner, og hele anlægget blev omgivet af en voldgrav. 
I 1682-1692 blev Christianshavns Vold forlænget mod nord for at beskytte indsejlingen til havnen og den nye flådebase, der senere blev til Holmen. Udvidelsen omfattede syv nye bastioner, der blev opkaldt efter medlemmer af kongefamilien. 
I 1878-1882 anlagdes den sidste udvidelse af Christianshavns Vold, en vold langs med østsiden af den netop anlagte Refshaleøen.

## Bastioner
- Kalvebod Bastion er opkaldt efter Kalveboderne, det lavvandede område syd for København hvor Sydhavnen nu ligger. Bastionen omfatter to bygninger. Magasinbygningen, der er den største af de to, er et toetages L-formet pakhus fra 1800. Den mindre er en smedje fra 1757. Begge bygninger ejes i dag af Karberghus, et privat ejendomsselskab der primært investerer i historiske ejendomme.[2]

- Enhjørningens Bastion stammer fra 1668-1670. Bastionen rummer et krudtmagasin fra omkring 1675, der tidligere blev brugt til opmagasinering af Københavns Kommunes parkafdeling.[3] Det fungerer nu som klubhus for kajakklubben Qajaq København.[4] Bastionen husede gennem flere hundrede år desuden forskellige former for industri. Et stor ubrugelig skorsten er efterladt på stedet.

- Panterens Bastion rummede tidligere en militær skydeskole for håndvåben. Bygningerne, der er et kompleks af røde murstensbygninger, er nu omdannet til lejligheder.[5] Gangbroen, Eli Møllers Bro, forbinder bastionen med Amager Boulevard på den anden side af Stadsgraven.

- Elefantens Bastion ligger lige syd for Torvegade. Den erstattede Møllebastionen i 1667-1670. På bastionen stod der en vindmølle, Breslaus Mølle, fra 1670 til 1842.[3]

- Løvens Bastion ligger lidt nord for Torvegade. Bastionen omfatter Lille Mølle, en hollandsk vindmølle, der erstattede en ældre stubmølle i 1783. Møllens overbygning blev fjernet i 1897, og den blev senere ombygget til privat bolig. Den blev overtaget af Nationalmuseet i begyndelsen af 1970'erne og fungerede indtil 2016 som et historisk museum. En tilstødende bygning husede i en årrække restauranten Løven + Bastionen.[3]

- Ulrichs Bastion stammer fra 1682-1692. Den er opkaldt efter Ulrik Christian Gyldenløve (1678-1719), der var søn af kong Christian 5. og Sophie Amalie Moth. Den blev benyttet af Søetatens Laboratorium og blev en del af Bådsmandsstrædes Kaserne i 1830'ere. Den har været en del af Christiania siden 1971.

- Sophie Hedvigs Bastion stammer fra 1682-1692. Den er opkaldt efter prinsesse Sophie Hedevig (1677-1735), der var datter af kong Christian 5. og dronning Charlotte Amalie. Den rummede en krudtmølle fra 1687 til 1750 og derefter en oliemølle, indtil den blev en del af Bådsmandsstrædes Kaserne i 1830'ere. Den er nu en del af Christiania. Gangbroen Dyssebroen forbinder bastionen med Dyssen på den anden side af Stadsgraven.[3]

- Vilhelms Bastion stammer fra 1682. Den er opkaldt efter prins Vilhelm (1687-1705), der var søn af kong Christian 5. og dronning Charlotte Amalie. Bastionen rummer et krudtmagasin, der blev opført efter tegninger af Hans van Steenwinckel den yngre i 1688. Et bindingsværkshus blev opført ved siden af i 1690.

- Carls Bastion stammer fra årene efter 1682. Den er opkaldt efter prins Carl (1680-1729), der var søn af kong Christian 5. og dronning Charlotte Amalie. Bastionen rummer et krudtmagasin, der blev opført efter tegninger af Hans van Steenwinckel den yngre i 1690.

- Frederiks Bastion stammer fra årene efter 1682. Den er opkaldt den værende prins Frederik (1671-1730), der var søn af kong Christian 5. og dronning Charlotte Amalie, og som efterfulgte sin far på tronen som kong Frederik 4. i 1699. Bastionen rummer et krudtmagasin, der blev opført efter tegninger af C.E.D. von Øtken i 1744-1745. Bygningen, der simpelthen kaldes for Frederiks Bastion, bruges til udstillinger, koncerter, workshops, møder og andre arrangementer.[6]

- Charlotte Amalies Bastion ligger lige nord for Refshalevej. Den stammer fra årene efter 1682 og er opkaldt efter kong Christian 5.'s dronning Charlotte Amalie (1650-1714). Restaurant 56° har til huse i et tidligere krudtmagasin,[7] der blev opført efter tegninger af C.E.D. von Øtken i 1744-1745.

- Quintus Bastion eller Christiani Quinti Bastion stammer fra årene efter 1682. Den er opkaldt efter kong Christian 5 (1647-1699, konge fra 1670). Det blev en del af værftet på Nyholm i 1770'erne. I 1858 blev den hjemsted for Søbefæstningens Materielgård. Halvdelen af bastionen blev stillet til rådighed for Søminekorpset i 1870'erne, og der blev efterfølgende opført flere bygninger på stedet.

## Nutid
Christianshavns Vold er i dag forholdsvis velbevaret, om end der hvor Amagerport tidligere stod (mellem Løvens og Elefantens Bastioner) gennemskåret af en udvidet Torvegade.
Vindmøllen på Løvens Bastion, Lille Mølle, der blev ombygget til et privat hjem i 1917, er omdannet til historisk museum.
Den nordligere del af voldanlægget fra Bådsmandsstræde til og med Frederiks Bastion er i dag en del af Fristaden Christiania. De to tidligere krudtmagasiner i Carls og Frederiks Bastioner bruges til koncerter og kunstudstillinger.
I den nordligste ende har Restaurant Noma syd for refshalevej indrettet sig i det tidligere søminedepot og nord for Refshalevej er Charlotte Amalies Bastion (Charlottes Bastion) og  Quintus Bastion (Kvintus Bastion) afhændet til civile erhverv.

## Offentlig kunst og mindesmærker
På Løvens Bastion står der et mindesmærke for forfatteren Martin Andersen Nexø (1869-1954), der blev født i den nærliggende Sant Annæ Gade. Værket er en bronzetorso på en granitsokkel skabt af Knud Nellemose. 
På Panterens Bastion står der et mindesmærke for Christians Holm, der var en de drivende kræfter bag bevarelsen af Christianshavns Vold.